# Republika Sieny
Republika Sieny (wł. Repubblica di Siena, łac. Respublica Senensis) – państwo historyczne w środkowej Italii, istniejące od XII–XVI w.

     Republika Sieny na mapie Italii z 1494 r.
Republika powstała jako komuna miejska. W latach 1287–1355 przeżyła rozkwit pod rządami bogatych kupców i była jednym z ośrodków włoskiego odrodzenia. Znajdowała się we władaniu Viscontich w latach 1399–1404, a od 1487 r. była signorią. Została zdobyta przez Hiszpanów 1523 r., a w 1555 r. została przekazana we władanie Kosmy Medyceusza i w 1569 r. została przyłączona do Toskanii.